# Prowincja Tilimsan
Prowincja Tilimsan (arab. ولاية تلمسان) – jedna z 48 prowincji Algierii, znajdująca się w północno-zachodniej części kraju. Jego stolicą jest Tilimsan. 

## Gminy prowincji Tilimsan
1. Ajn al-Ghuraba (Ain Ghoraba)
2. Ajn al-Kabira (Ain Kebira)
3. Ajn an-Nahala (Ain Nehala)
4. Ajn Fattah (Ain Fetah)
5. Ajn Fazza (Ain Fezza)
6. Ajn Jusuf (Ain Youcef)
7. Ajn Talut (Ain Tallout)
8. Al-Arisza (El Aricha)
9. Al-Azajil (Azails)
10. Al-Buwajhi (El Bouihi)
11. Al-Fahul (El Fehoul)
12. Al-Ghazawat (Ghazaouet)
13. Al-Hannaja (Hennaya)
14. Al-Kur (El Gor)
15. Al-Mansura (Mansourah)
16. Amir (Amieur)
17. Ar-Ramszi (Remchi)
18. As-Saba Szijuch (Sebaa Chioukh)
19. As-Sawani (Souani)
20. As-Suwahlijja (Souahlia)
21. Aulad Majmun (Ouled Mimoun)
22. Aulad Rijah (Ouled Riyah)
23. Bab al-Asa (Bab El Assa)
24. Bani Bahdal (Beni Bahdel)
25. Bani Bu Sa’id (Beni Boussaid)
26. Bani Challad (Beni Khellad)
27. Bani Mastar (Beni Mester)
28. Bani Samil (Beni Smiel)
29. Bani Sanus (Beni Snous)
30. Bani Warsus (Beni Ouarsous)
31. Bu Halu (Bouhlou)
32. Dar Jaghmurasan (Dar Yaghmouracene)
33. Dżabala (Djebala)
34. Fallausan (Fellaoucene)
35. Hammam Bu Gharara (Hammam Boughrara)
36. Hunajn (Honaine)
37. Ibn Sakran (Bensekrane)
38. Maghnijja (Maghnia)
39. Marsa Bin Muhajdi (Marsa Ben Meidi)
40. Masirda al-Fuwaka (Msirda Fouaga)
41. Nadruma (Nedroma)
42. Sabdu (Sebdou)
43. Sabra (Sabra)
44. Sidi Abd Alli (Sidi Abdelli)
45. Sidi al-Dżilali (Sidi Djillali)
46. Sidi Mudżahid (Sidi Medjahed)
47. Suk as-Salata (	Souk Thlata)
48. Szatwan (Chetouane)
49. Tijanat (Tianet)
50. Tilimsan (Tlemcen)
51. Tirni Bani Hadil (Terny Beni Hdiel)
52. Wadi al-Achdar (Oued Lakhdar)
53. Zanata (Zenata)